# 秀丽二十盾虫
秀丽二十盾虫（学名：Icosaspis elegans）为穿盾虫科二十盾虫属的动物。分布于大西洋、太平洋、印度洋、地中海以及西沙群岛等。